# Selvie Saliu
Selvie (Selvije) Saliu (mac. Селвие (Селвије) Салиу; ur. 20 sierpnia 1970 we Wrbenie) – północnomacedońska polityczka i pedagożka pochodzenia albańskiego, w latach 2002–2006 i 2014–2016 deputowana do Zgromadzenia Republiki Macedonii z ramienia Demokratycznego Związku na rzecz Integracji.
Deklaruje znajomość języków macedońskiego i tureckiego, zamieszkała w Gostiwarze. Ukończyła studia pedagogiczne w Tiranie.